# Służba Bezpieczeństwa OUN
Służba Bezpieczeństwa OUN (SB OUN, ukr. Служба безпеки ОУН (б) – Służba Bezpeky) – policja polityczna OUN-B działająca jako wywiad i kontrwywiad o bardzo szerokich kompetencjach represyjnych, odpowiedzialna za śmierć wielu ludzi różnych narodowości, głównie Polaków i Ukraińców.

## Powstanie
Założona została w 1940, po rozłamie w OUN, podczas spotkania Stepana Bandery z Stepanem Łenkawskym. Kadry szkolono między innymi w Zakopanem, w pensjonacie „Stamara”. Na kursach tych wykładali: Mykoła Łebed, Mykoła Arsenycz, Jarosław Staruch.
Jej komórki organizacyjne znajdowały się na wszystkich szczeblach struktur OUN i UPA. SB tropiła i likwidowała wszystkich podejrzanych ideologicznie i politycznie przeciwników OUN-B, a także brała udział w rzeziach ludności polskiej. SB w wielu przypadkach terroryzowała równocześnie część opornej jej ludności ukraińskiej, posługując się tymi samymi metodami, co wobec niewygodnych członków OUN i UPA.

## Struktura

### Dowództwo
Pierwszym zwierzchnikiem SB OUN był Mykoła Łebed. Od marca 1941 na czele SB stanął Mykoła Arsenycz. Jego zastępcą został Wasyl Turkowśkyj. Zastępcą na Wołyniu w latach 1942–1944 był Wasyl Makar (ps. „Bezridnyj”, „Siromaneć'”), a od 1944 Mychajło Kozak. W Galicji Wschodniej dowódcą SB w latach 1941–1944 był Hryhor Pryszliak, a po nim w latach 1944–1945 Petro Fedoriw.

### Kompetencje
- wywiad,
- kontrwywiad,
- prowadzenie śledztw, wykonywanie wyroków, policyjna ochrona terenu,
- wobec cywilnej ludności polskiej i ukraińskiej SB uważała się za władzę sądowniczą[1].

### Struktura organizacyjna
SB OUN była wyspecjalizowanym pionem OUN, zorganizowanej w okręgi, które dzieliły się na: nadrejony i rejony:
- Kuszczowi wywiadowcy – tajni informatorzy kierowani do wsi. Raz w miesiącu składali raporty rejonowym referentom SB
- Rezydent – zakonspirowany w strukturze UPA tajny współpracownik SB
- Bojówka Służby Bezpieczeństwa (BSB) – kilkunastoosobowa uzbrojona bojówka z komendantem na czele, podlegająca rejonowemu referentowi. Wykonywała ona następujące zadania: doprowadzanie osób na przesłuchanie, egzekucje, łączność rejonu OUN z sotnią UPA. Bojówki SB uczestniczyły również w większych akcjach wojskowych, wzmacniając siły UPA
- Rejonowy referent – pracował wraz z pomocnikiem. Zbierali oni informacje od kuszczowych informatorów analizowali je, prowadzili śledztwa oraz przesłuchania i wydawali wyroki.
- Nadrejonowy referent
- Okręgowy referent
- Krajowy referent[1].

### Schemat działania
Tajni informatorzy przekazywali informacje o podejrzanych osobach rejonowym referentom, którzy wysyłali bojówkę celem zatrzymania obwinionego. Najczęściej uprowadzano go do lasu, gdzie przesłuchiwał go rejonowy referent bądź jego pomocnik. Śledczy mógł stosować tortury. Po przesłuchaniu w jego gestii była decyzja o losie podejrzanego. „Winnym” wymierzano na miejscu karę śmierci przez zastrzelenie lub powieszenie, często byli także torturowani przed śmiercią. Czasem karą było bicie bukowymi kijami (bukami). Z reguły do zwłok przyczepiano kartkę z podaniem winy. Karę wykonywano także na oczach zebranych cywilów, aby ich zastraszyć.
Przykładem na szafowanie karą śmierci jest sprawozdanie z działalności SB OUN nadrejonu przemyskiego (w okresie od początku maja do końca czerwca 1945 r.) z którego wynika, że z 34 prowadzonych śledztw 26 zakończyło się śmiercią obwinionych. System rozpatrywania spraw rażąco odbiegał od powszechnie obowiązujących norm prawnych, np. polskiego podziemia.

### Członkowie SB
Do pracy w SB kierowani byli ochotnicy o skrajnie nacjonalistycznym nastawieniu, często fanatycy. Dopiero w końcowym etapie działalności zdarzały się przejścia członków SB na stronę UB, np. Leon Łapiński, referent SB, III okręgu OUN. Służbę Bezpieczeństwa tworzyli w dużej mierze ludzie dwudziestokilkuletni, źle wyszkoleni, bez odpowiedniego doświadczenia, którzy po tygodniowym kursie dostawali prawo karania śmiercią.

## Działalność
Pierwszymi zadaniami SB OUN było rozpracowywanie i zwalczanie OUN-M. Zabezpieczała ona także banderowskie grupy marszowe, które po agresji Niemiec na ZSRR, instalowały nacjonalistyczną administrację. Prawdopodobnie to właśnie SB stała za udanymi zamachami w Żytomierzu na Mykołę Sciborskiego i Omelana Senyka, melnykowskich działaczy.

## Literatura przedmiotu
- Grzegorz Motyka – Służba Bezpeky OUN-B (Służba Bezpieczeństwa OUN-B). Z warsztatów badawczych., Pamięć i Sprawiedliwość 9/2006, wersja elektroniczna
- Grzegorz Motyka – Ukraińska partyzantka 1942-1960, Warszawa 2006, ISBN 83-7399-163-8
- Władysław Siemaszko, Ewa Siemaszko Ludobójstwo dokonane przez nacjonalistów ukraińskich na ludności polskiej Wołynia 1939-1945, Wydane przy pomocy finansowej Kancelarii Prezydenta Rzeczypospolitej Polskiej, Warszawa 2000, ISBN 83-87689-34-3
- Wiktor Poliszczuk, Legal and political assessment of the OUN and UPA, Toronto, 1997.
- Wiktor Poliszczuk, Dowody zbrodni OUN i UPA: działalność ukraińskich struktur nacjonalistycznych w latach 1929-1999, Toronto 2000, ISBN 0-9685668-1-2
- Artur Brożyniak, Uwagi o pracy Służby Bezpieczeństwa Organizacji Ukraińskich Nacjonalistów w świetle sprawozdania referatu I Okręgu OUN za maj-czerwiec 1945 roku, w: „Pamięć i Sprawiedliwość” 2006, nr 1 (9) wersja elektroniczna
- Burds, Gender policing